# Сухой, Владимир Васильевич
Влади́мир Васи́льевич Сухо́й (род. 26 декабря 1952, Аулы) — советский и российский тележурналист, бывший политический обозреватель (1995—1998, 2003—2004) и глава бюро «Первого канала» в Вашингтоне (1998—2003).

## Биография
Родился 26 декабря 1952 года в селе Аулы Днепропетровской области.
Окончил факультет международной журналистики МГИМО (1979) по специальности «журналист-международник». Журналистикой стал заниматься во время учёбы в вузе. Первые публикации Сухого увидели свет в стенгазете МГИМО «Международник» — это были его личные впечатления о «Северном дневнике» Юрия Казакова. Там же рецензировал книги журналистов-международников Генриха Боровика и Владимира Осипова, писал о месте и значении Сергея Есенина в своей жизни, смерти Василия Шукшина, создавал портретные очерки о своих преподавателях.

### Работа в СМИ
На 4 курсе стажировался в газете «Известия». В 1979—1986 гг. был специальным корреспондентом газеты «Правда», с марта 1986 по 1991 гг. работал собкором этой газеты в Нью-Йорке. Сотрудничал с печатными изданиями «Литературная газета» и «Советская Россия».
С сентября 1992 по июль 1994 года руководил студией международных программ и видеообмена РГТРК «Останкино». Автор и ведущий международного тележурнала 
«Панорама» на 1-м канале Останкино.
С августа 1994 по январь 1996 года был руководителем творческого объединения «Воскресенье» ИТА РГТРК «Останкино», затем — ИТА ОРТВ и обозреватель информационно-публицистической программы ИТА «Воскресенье». В апреле 1995 года в качестве ведущего провёл ряд выпусков этой программы. С мая 1995 года — обозреватель ИТА ОРТВ.
В 1996—1998 годах работал обозревателем Дирекции информационных программ (ДИП) ЗАО «ОРТ».
С мая 1998 по июль 2003 года работал заведующим регионального бюро ОАО «ОРТ» (затем — ОАО «Первый канал») в Вашингтоне, был собкором «Первого канала» в США. Готовил репортажи для программ «Новости», «Время», «Вечерние Новости», «Авторская программа Сергея Доренко» и «Времена». Автор ряда репортажей о ситуации в США осенью 2001 года. В прямом эфире рассказывал о террористическом акте в США 11 сентября 2001 года, об авиакатастрофе над Чёрным морем, выходил в эфир во время катастрофы «Курска» в августе 2000 года. Проводя мастер-класс для студентов в 2004 году, отметил, что в последнее время стало очень тяжело работать в США. После того, как в июле 2003 года с канала ТВС на «Первый канал» в Нью-Йорке перешёл Владимир Ленский, а из Лондона в Вашингтон был переведен Александр Панов, Владимир Сухой был отозван с корпункта и приглашён назад в Москву, где проработал до 2004 года. В частности, в августе 2004 года записывал интервью с тогдашним министром обороны России Сергеем Ивановым.
Принимал участие в создании документального фильма «Большой хоккей. СССР — Канада 30 лет спустя», показанного на «Первом канале» в сентябре 2002 года, как корреспондент. Вместе с Владимиром Сухим в создании репортажей для информационных программ ОРТ и «Первого канала» принимал участие оператор Владимир Головня.
С июля 2005 по январь 2014 года — выпускающий редактор, директор по персоналу телеканала Russia Today. Был уволен с телеканала после того, как в стенах МГИМО критически высказался о создававшемся в том году информагентстве «Россия сегодня» и о назначении Дмитрия Киселёва на должность его руководителя, а расшифрованная запись его монолога с диктофона попала в распоряжение руководства RT.
Автор книг «Ливермор: мундир вместо мантии» (Москва: Политиздат, 1988), "Телевидение США: анатомия "большого шоу" (Москва: Издательство "МГИМО -Университет",2022).

### Преподавательская деятельность
С 2011 года ведёт мастер-классы на факультете международной журналистики МГИМО МИД РФ. С 2013 года — профессор кафедры международной журналистики МГИМО МИД РФ.

## Семейное положение
Владеет английским и французским языками. Женат. Имеет троих сыновей.